# Thirtleby
Thirtleby är en by i civil parish Coniston, i distriktet East Riding of Yorkshire, i grevskapet East Riding of Yorkshire, i England. Byn är belägen 6 km från Hedon. Thirtleby var en civil parish 1866–1935 när blev den en del av Coniston. Civil parish hade 55 invånare år 1931. Byn nämndes i Domedagsboken (Domesday Book) år 1086, och kallades då Torchilebi.